# Тегла
Тегла (словац. Tehla) — село, громада округу Левіце, Нітранський край. Кадастрова площа громади — 19.09 км².
Населення 491 особа (станом на 31 грудня 2018 року).

## Історія
Тегла згадується 1251 року.

## Географія
Протікає Ковачовський потік.

## Населення
| Рік:            | 1994. | 2004.   | 2014.   | 2024.   |
| --------------- | ----- | ------- | ------- | ------- |
| Кількість осіб: | 570   | 557     | 516     | 489     |
| Різниця:        |       | -2,28 % | -7,36 % | -5,23 % |

| Рік:            | 2023. | 2024.   |
| --------------- | ----- | ------- |
| Кількість осіб: | 480   | 489     |
| Різниця:        |       | +1,87 % |